# Peter Wylde
Peter Wylde (Boston, 30 de julho de 1965) é um ginete de elite estadunidense, especialista em saltos, campeão olímpico. 

## Carreira
Peter Wylde representou seu país nos Jogos Olímpicos de 2004, na qual conquistou a medalha de ouro nos saltos por equipes em 2004.